# 王壽南
王壽南（1935年4月11日—2025年
），福建武夷山市人，歷史學者。他的專攻領域是唐代政治史與中國政治史。曾任國立政治大學文理學院院長。

## 簡介
1958年，王壽南畢業於國立臺灣大學歷史學系；早年師從於王雲五；1968年，取得國立政治大學政治研究所博士，並任教於該校直至退休，長期有編輯和著作，集結由臺灣商務印書館出版。2006年，王壽南右眼失明後，與妻吳涵碧一同受洗成為基督徒；後經名醫劉榮宏開刀，眼睛重見光明。

## 學歷
| 年份 | 學歷 | 學系/地方              |
| ---- | ---- | ---------------------- |
| 1968 | 博士 | 國立政治大學政治研究所 |
| 1961 | 碩士 | 國立政治大學政治研究所 |
| 1958 | 學士 | 國立臺灣大學歷史學系   |

## 資歷
- 1986.8.～1992.7. 國立政治大學文理學院院長
- 1985.8.～1988.7. 國立政治大學歷史所所長
- 1978.8.～1984.7. 國立政治大學歷史系系主任
- 1972 教授 國立政治大學歷史學系
- 1968 副教授 國立政治大學政治學系

## 開設課程
- 隋唐史（學士班）
- 中國通史（學士班）
- 中國政治史研究（研究所碩士班）
- 中國制度史研究（研究所碩士班）
- 中國政治史專題討論（研究所碩士班）
- 唐史專題討論（研究所碩士班）
- 史料與史學專題研究（研究所博士班）
- 中國歷代政治研究（研究所博士班）

## 專長
- 隋唐史
- 中國政治史
- 中國制度史
- 中國近代文化史

## 著作
- 《中國歷代創業帝王》
- 《唐代藩鎮與中央關係之研究》
- 《唐代政治史論集》
- 《唐代的宦官》
- 《唐代人物與政治》
- 《隋唐史》
- 《中國歷史圖說（七）隨唐五代》
- 《照照歷史的鏡子》
- 《中華文化復興運動紀要》
- 《王雲五先生年譜初編》
- 《天梯：王壽南談基督信仰》

## 註解
1. ↑  . 國立政治大學歷史學系. 國立政治大學.   [2025-02-12] （中文）.
2. ↑  . 人間福報.   [2017-06-06]. （原始内容存档于2019-08-16）.
3. ↑  王壽南妻子吳涵碧，曾出版暢銷兒童讀物《吳姐姐講歷史故事》。